# Міністерство будівництва Української РСР
Міністерство будівництва Української РСР — колишній центральний орган виконавчої влади Української Радянської Соціалістичної Республіки, діяльність якого координувалася Радою міністрів УРСР. У 1991 році орган ліквідовано. Функції колишнього союзно-республіканського відомства у різні часи були розділені між Українською державною будівельною корпорацією, Мінбудом та Держкомбудом. Нині розділені між Укрбудом та Мінрегіонбудом.

## Історія
Указом Президії Верховної ради Української РСР від 6 серпня 1956 року утворено Міністерство будівництва УРСР. Першим міністром будівництва УРСР став Горбась Микола Пилипович, а останнім був — Плітін Володимир Никифорович.
Постановою Кабінету Міністрів Української РСР від 1 липня 1991 року Міністерство було ліквідовано і правонаступником визначено Українську державну будівельну корпорацію «Укрбуд». Першим президентом корпорації став Плітін Володимир Никифорович. Першими віце-президентами — Гордійчук Григорій Опанасович та Короткевич Анатолій Андрійович, а останнім президентом був — Микитась Максим Вікторович. 6 березня 1967 року було розділене на два міністерств, відновлене як єдиний орган у 1986 році.
Указом Президента України від 25 лютого 1992 року було утворене Міністерство інвестицій і будівництва. Недовгий час відомством опікувався Борисовський Володимир Захарович.
13 листопада 1992 року Міністерство інвестицій і будівництва реорганізовано в Міністерство України у справах будівництва і архітектури. Єдиним міністром у справах будівництва і архітектури був Сербін Юрій Сергійович.
Постановою Кабінету Міністрів України від 12 липня 1994 року правонаступником Міністерства України у справах будівництва і архітектури визначено Державний комітет у справах містобудування і архітектури. Частину повноважень Української державної будівельної корпорації також передано до комітету. З 1994 по 2005 рік комітет виконував функції центрального органу виконавчої влади аж до появи у 2005 році Міністерства будівництва, архітектури та житлово-комунального господарства України, який був створений на базі комітету. Відомством до реорганізації керували Качур Павло Степанович та Рибак Володимир Васильович.
У 2007 році міністерство реорганізували і були утворені два різних: Міністерство регіонального розвитку та будівництва України і Міністерство з питань житлово-комунального господарства України. Профільним відомством з 2007 по 2010 керували Яцуба Володимир Григорович і Куйбіда Василь Степанович.
9 грудня 2010 року міністерство реорганізовали в Міністерство регіонального розвитку, будівництва та житлово-комунального господарства України. А через рік перейменували у Міністерство будівництва та житлово-комунального господарства України. Проте вже 12 травня 2011 року міністерству повернули попередню назву — Міністерство регіонального розвитку, будівництва та житлово-комунального господарства України. Чинним на сьогодні міністром є Зубко Геннадій Григорович.

## Міністри будівництва УРСР
- Горбась Микола Пилипович (1956—1958)
- Терентьєв Валентин Олександрович (1958—1963)
- Лубенець Григорій Кузьмич (1963—1967)

- Сало Василь Прокопович (1986—1990)
- Плітін Володимир Никифорович (1990—1990)

## Голови Державного Комітету РМ УРСР у справах будівництва та архітектури (з .09.1955 до 31.05.1957)
- Непорожній Петро Степанович (23.09.1955—31.05.1957)

## Голови Державного Комітету РМ УРСР у справах будівництва(Держбуду УРСР)(3 8.04.1958)
- Непорожній Петро Степанович (6.06.1958—1959)
- Бакума Павло Федорович (30.03.1959—20.04.1960)
- Андріанов Сергій Миколайович (20.04.1960—6.08.1968)
- Бурка Михайло Йосипович (6.08.1968—12.05.1975)
- Злобін Геннадій Карпович (12.05.1975—1990)

## Голови Державного Комітету УРСР у справах будівництва та архітектури (3 1990)
- Гусаков Володимир Миколайович (3.08.1990—.05.1992)